# Non ti pago!
Non ti pago! è un film del 1942 diretto da Carlo Ludovico Bragaglia.
Il soggetto è tratto dall'omonima commedia di Eduardo De Filippo.

## Trama
Don Ferdinando è il titolare di un bancolotto, dove lavora anche don Procopio. Don Ferdinando nonostante la sua posizione, è un accanito ma sfortunato giocatore del lotto, contrariamente al suo impiegato la cui fortuna è praticamente costante. Don Procopio infatti vince con cadenza settimanale, e questo gli ha permesso nel tempo di concedersi diversi lussi, su tutti quello di acquistare la vecchia casa di don Ferdinando. L'uomo nutre quindi una profonda antipatia per il sottoposto, che oltretutto insidia sua figlia Stella. Ora però don Ferdinando si accinge a spendere una grossa cifra per una macchinosa giocata al lotto.
Fatti i doverosi rituali della smorfia napoletana, arriva a chiedere l'aiuto del padre defunto affinché possa avere finalmente un colpo di fortuna. Il colpo di fortuna arriva, ma è don Procopio a gioire per l'ennesima vincita. Egli si presenta a casa di don Ferdinando, annunciando di aver centrato una quaterna da 450.000 lire (pari a 250.000 euro di oggi) grazie ai numeri suggeritigli in sogno proprio dal padre di don Ferdinando e chiedendo poi la mano di Stella. È la goccia che fa traboccare il vaso: don Ferdinando è adirato, soprattutto perché percepisce la beffa che quest'ultimo abbia vinto proprio con i numeri del padre. Con uno stratagemma sottrae la ricevuta della giocata a don Procopio rivendicandone i diritti e tenendola per sé. Da qui inizia un calvario per i due. Da un lato don Ferdinando cerca di trovare un cavillo che possa giocare a suo favore in tribunale, dall'altro don Procopio cerca di risolvere pacificamente la faccenda. Il primo cerca addirittura di sostenere che il padre non sapesse che il figlio si era trasferito, e che sia apparso in sogno credendo di trovare su quel letto lui anziché don Procopio. Ma naturalmente sono considerazioni che non tengono. Messo alle strette, don Ferdinando è costretto a restituire al suo rivale il biglietto, non prima però di avere lanciato su di lui le sue maledizioni.
Ormai soddisfatto, don Procopio esce da casa di don Ferdinando, ma ruzzola dalle scale rompendosi una gamba. È il primo di una serie di funesti episodi, che in breve tempo convincono don Procopio della forza delle maledizioni lanciategli da don Ferdinando. Il fortunato vincitore ormai non ne può più, e in un gesto di esasperazione chiede a don Ferdinando di riprendersi il biglietto, purché faccia cessare la sfortuna che lo ha colpito. Qui però è il protagonista che si rende finalmente conto della follia che ha colpito tutti, e in uno slancio di lucidità, acconsente affinché don Procopio possa fidanzarsi con sua figlia Stella, con la vincita che verrà portata in dote.